# Cray Blitz
Cray Blitz — компьютерная программа, написанная Робертом Хайатом (Robert Hyatt), Гарри Нельсоном (Harry Nelson), и Альбертом Говером (Albert Gower), для работы на суперкомпьютерах компании Cray. Она берет своё начало с программы, которая называлась просто "Blitz" и которую написал Хайат, ещё будучи студентом. Программа "Blitz" сделала свои первые ходы осенью 1968 года. Работа над ней продолжалась непрерывно с того времени до апреля 1980 года до версии Blitz 6.9, когда компания Cray Research решила выступить спонсором программы.
Программа Cray Blitz принимала участие во многих соревнованиях по компьютерным шахматам, начиная с 1980 до 1994 года, когда проводился последний чемпионат North American Computer Chess Championship. Cray Blitz выиграла несколько турниров, организованных Ассоциацией вычислительной техники (ACM).
Впервые программа приняла участие в шахматном турнире в октябре 1980 года в 11-м чемпионате Северо-Американского чемпионата по шахматам среди компьютерных программ, проводившемся Ассоциацией вычислительной техники (ACM). Эта версия Cray Blitz была написана на языке Fortran IV и работала на суперкомпьютере Cray-1. Код занимал в памяти 24 Кб, 256 Кб отводилось под дерево поиска. При каждом ходе Cray Blitz была способна анализировать от 500.000 до 1.000.000 вариантов и просчитывать на 6—7 ходов вперед в миттельшпиле. Дебютная библиотека содержала 3000 ходов.
В 1981 году программа стала чемпионом штата Миссисипи по шахматам, выиграв все 5 раундов и показав игровой рейтинг 2258. В четвёртом раунде она обыграла шахматиста Joe Sentef и стала первой программой в истории, обыгравшей мастера по шахматам и первой шахматной программой в истории, получившей мастерский рейтинг. В 1982 к команде программистов присоединился Гарри Нельсон (Harry Nelson), специалист Ливерморской национальной лаборатории по языку Ассемблер для суперкомпьютеров Cray (Cray Assembly Language, CAL), который помог оптимизировать код программы.
Программа два раза подряд становилась победителем Чемпионата мира по шахматам среди компьютерных программ. На 4-м чемпионате в 1983 году в пяти раундах выиграла четыре партии (в том числе у чемпиона предыдущего турнира программы Belle) и одну свела вничью, показав игровой рейтинг 2418. Программа принимала участие в турнире, работая на двухпроцессорном Cray X-MP, анализируя примерно 20.000 позиций в секунду и передавая ходы по телефону из штаб-квартиры компании Cray Research в штате Миннессота.
В августе 1968 года шотландский шахматист Дэвид Леви поспорил на 1250 фунтов стерлингов с ведущими специалистами по Искусственному интеллекту, что в течение десяти лет ни одна машина не сможет обыграть его в шахматы. Пари Дэвид выиграл и в 1978 году вместе с журналом Omni установил новое пари (Omni Prize) на 5000 долларов США. В 1984 году Дэвид играл против Cray Blitz и выиграл все четыре партии.
Второй раз программа завоевала титул чемпиона на 5-м Чемпионате мира в 1986 году.
На основе программы Cray Blitz была создана шахматная программа Crafty.